# Michał Janota
Michał Janota (prononcer /ˈmixaw jaˈnɔta/), né le 29 juillet 1990 à Gubin, est un footballeur polonais. Il occupe actuellement le poste de milieu de terrain au Podbeskidzie Bielsko-Biała.

## Biographie
Formé à l'UKP Zielona Góra, Michał Janota rejoint en 2006 le Feyenoord Rotterdam. Après deux saisons passées avec l'équipe réserve, le joueur intègre l'équipe professionnelle. 
Le 23 août 2008, Janota dispute son premier match officiel avec Rotterdam, contre le PSV Eindhoven en Supercoupe, remplaçant à la soixante-dix-huitième minute de jeu Michael Mols. Huit jours plus tard, il fait sa première apparition en championnat, face à l'Heracles Almelo, lors du début de la saison aux Pays-Bas. Le 24 septembre, le Polonais inscrit un doublé en Coupe des Pays-Bas, après être entré en jeu dix-huit minutes plus tôt face au TOP Oss (victoire trois à zéro).
En juillet 2009, il est prêté pour une saison à l'Excelsior Rotterdam, club de deuxième division où il rejoint cinq autres coéquipiers du Feyenoord également prêtés. Pour sa deuxième titularisation avec l'Excelsior, contre le FC Den Bosch, Janota inscrit le but de la victoire sur pénalty à la toute fin du match. Lors des deux rencontres suivantes, il augmente son compteur.
En fin de contrat en juin 2010, il signe pour deux ans au Go Ahead Eagles.

## Palmarès
- Finaliste de la Supercoupe des Pays-Bas : 2008